# Furculiță

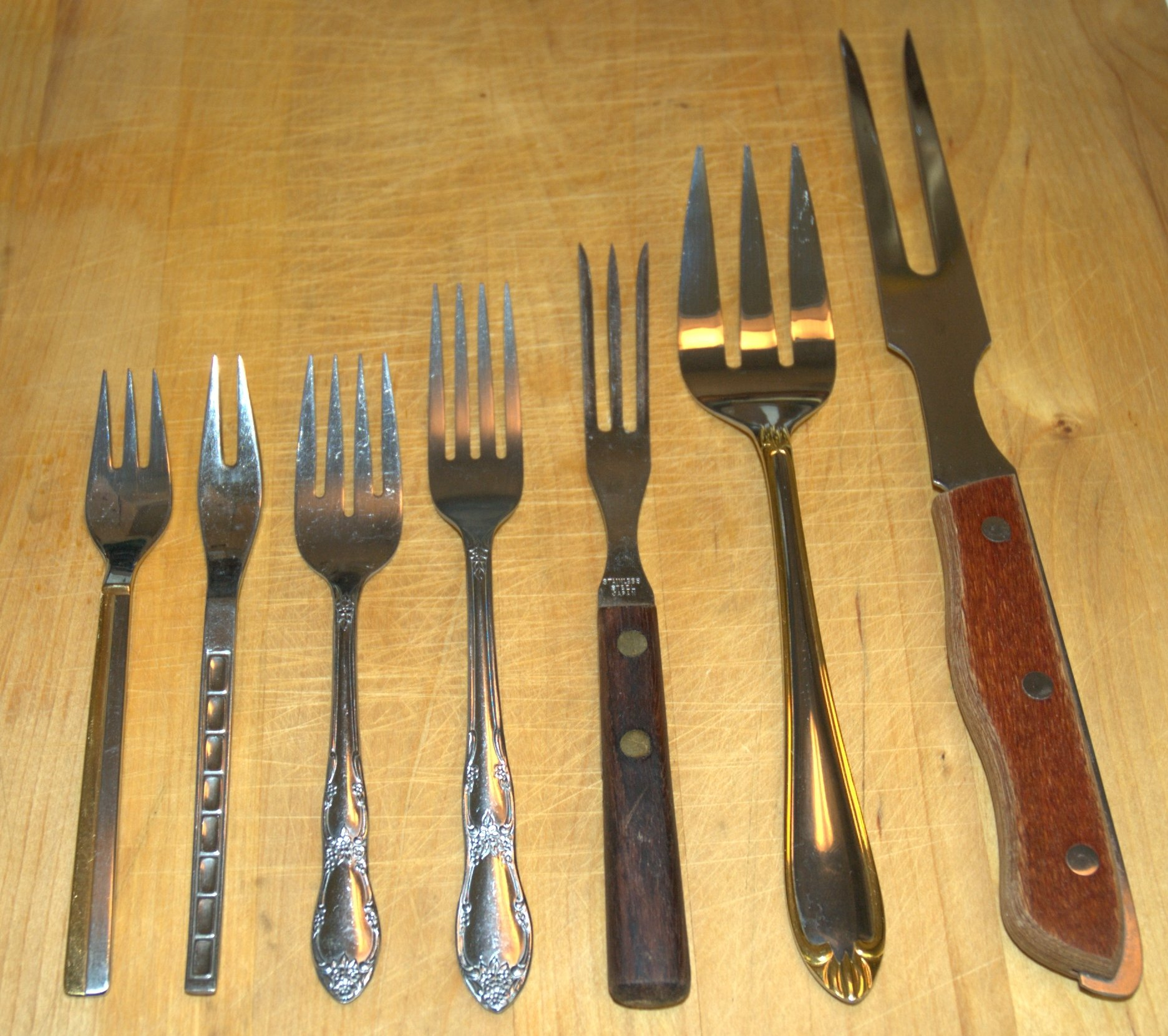
Furculițe asortate

Furculița (mai rar și furcuță, derivat al cuvântului furcă) este un tacâm folosit pentru servirea mâncărurilor, de obicei cele solide dar permeabile. Este formată dintr-un mâner, de obicei dintr-un metal inoxidabil (de exemplu oțel inoxidabil), care se termină cu doi până la patru dinți. În Asia, în mod special Asia de Est și de Sud-Est, furculițele sunt rar folosite, în locul lor fiind folosite bețișoarele specifice zonei.

## Istoric
Romanii foloseau furculițe încă din antichitate, acest lucru fiind demonstrat de furculițele romane răspândite prin muzeele din Europa, datând încă din secolul al II-lea d.Hr.
Înainte de apariția furculiței, oamenii din occident se bazau doar pe lingură și cuțit pentru a manipula și a servi mâncarea; adesea alimentele erau ținute în mână, la nevoie fiind folosită o lingură.
Inițial furculițele aveau doar doi dinți și erau folosiți pentru a ușura ducerea alimentelor la gură, astfel încât nu mai era necesar ca alimentele tari să fie tăiate înainte de a fi consumate dar și pentru ca alimentele pe care se găsea prea mult sos sau ulei nedorit să poată fi scurse înainte de a fi îngurgitate. Pentru o manevrare mai ușoară și mai sigură, au apărut între timp și furculițele cu 3 4 dinți.
În forma lor modernă, furculițele au apărut în Europa mai întâi în Orient, apoi în Occident și într-un târziu și în nord. La început Biserica Romano-Catolică s-a opus folosirii furculiței, datorită „fineței cu care poate fi manipulată”, respectiv folosirea furculiței în locul furculiței naturale (degetele) ar reprezenta o insultă pentru Dumnezeu.
În secolul al XVIII-lea, furculițele erau întâlnite atât prin Marea Britanie cât și prin Franța și Spania deși unele surse spun că acestea ar fi intrat în folosința zilnică încă din anii 1600. Furculița curbată, cea mai des folosită, a apărut în Germania la mijlcoul secolului XVIII iar în secolul următor a apărut furculița cu patru dinți. În secolul XX a apărut furculingura, un tacâm hibrid, care îndeplinește atât rolul unei lingure cât și pe cel al unei furculițe. Cu toate că a apărut acum mai bine de un secol, ea încă nu a înlocuit lingura și furculița, iar în Europa este foarte puțin prezentă.

## Tipuri
Au apărut multe tipuri de furculiță, dar și forme hibride de furculiță, cum ar fi mai-jos-menționata furculingură. Printre tipurile de furculiță se numără furculița pentru carne, furculița pentru brânză, furculița pentru pește, furculița pentru murături, furculița pentru măsline, furculița pentru salată dar și „furcuțiul”, un hibrid între furculiță și cuțit, la care mânerul furculiței poate fi folosit pe post de cuțit.